# Крым, Вениамин Скиевич
Вениами́н Ски́евич Крым (1877, Симферополь — 1938) — русский и советский геолог и химик, доктор химических наук, профессор.

## Биография
Родился в 1877 году в Симферополе. Отец — табачный фабрикант, товарищ (заместитель) городского головы Феодосии Ския Абрамович Крым. В 1896 году потомственный почётный гражданин Ския Крым в качестве одного из двух ассистентов Таврического и Одесского караимского гахама С. М. Панпулова присутствовал на торжествах в честь коронации императора Николая II и императрицы Александры Фёдоровны. Мать — Клара Самойловна Крым (ок. 1853 — 1900, Феодосия).
Получил два высших образования: на математическом факультете Санкт-Петербургского университета и в Санкт-Петербургском горном институте (1896—1903). С 1905 по 1912 год работал в Екатеринославском высшем горном училище. Преподавал физику и математику в частной мужской гимназии И. Ф. Вертоградова в Екатеринославе. В 1912 году в Харькове возглавил постоянную лабораторию при Совете Съезда горнопромышленников Юга России, где руководил химическими работами по исследованию углей. После Октябрьской революции лаборатория перешла в ведение научно-технического отдела Украинского совета народного хозяйства, а затем треста «Донуголь», под руководством и при участии В. С. Крыма. В 1928 году лаборатория вошла в состав Харьковского угольного института в качестве отдела химии угля. 
В 1922—1928 годах — руководитель арбитражной лаборатории по оценке качества угля. С 1929 года — основатель и первый заведующий кафедрой химии твёрдого топлива и физической химии Сталинского индустриального института. В то же время в 1929—1934 годах преподавал физическую и аналитическую химию в Сталинском горном и металлургическом институтах. С 1930 по 1938 год возглавлял кафедру общей химии Сталинского углехимического института. В звании профессора с 1934 года.
Умер в 1938 году.

### Личная жизнь
В 1907 году крещён по православному обряду в Успенской церкви Екатеринослава.

## Научная деятельность
Научные исследования связаны с изучением угля Донецкого кряжа и развитием углехимической отрасли. В начале 1930-х годов с группой научных работников принимал участие в разработке метода подземной газификации угля. В советское время много работал над созданием промышленной классификации донецких углей.
Опубликовал более 50 научных работ. Много лет был председателем Донецкого отделения Всесоюзного химического общества имени Д. И. Менделеева.

## Основные труды
- О химическом составе антрацитов Донецкого бассейна // Сборник, изданный антрацитовой комиссией при Совете съезда горнопромышленников Юга России. — Х., 1915. — С. 19—78.
- Курс общей химии. — Х.: Гос. изд-во Украины, 1924. — Т. 1 : Основные законы : Металлоиды. — 304 с. — (Библиотека руководства для профшкол, рабфаков и школ фабзавуча).
- Руководство по количественному и техническому анализу. 3-е издание. Киев: ВСНХ УССР, 1924.
- Ископаемое топливо Донецкого бассейна, его свойства, сдача и приёмка. — Х.: Донуголь, 1925. — 140 с.
- Химия твёрдого топлива. — Х.—К.: Гос. науч.-техн. изд-во Украины, 1934. — Т. 1 : Ископаемые угли. — 285 с.
- Теория металлургических процессов. — Х.: Гос. науч.-техн. изд-во Украины, 1936. — 190 с.